# Laetiporus miniatus
Laetiporus miniatus är en svampart som först beskrevs av Franz Wilhelm Junghuhn, och fick sitt nu gällande namn av Overeem 1925. Laetiporus miniatus ingår i släktet Laetiporus och familjen Fomitopsidaceae.   Inga underarter finns listade i Catalogue of Life.